# Àguila d'estepa
L'àguila d'estepa (Aquila nipalensis) és una espècie d'ocell de la família dels accipítrids (Accipitridae). Habita zones boscoses i estepes d'Euràsia, des de l'est d'Alemanya cap a l'est, per Finlàndia i Rússia occidental, els Balcans, Grècia, Turquia, el Caucas, Azerbaidjan i nord de l'Iran. En hivern arriba fins al sud d'Àfrica, i l'Índia. El seu estat de conservació es considera en perill d'extinció.